# Кінгдом-Сіті (Міссурі)
Кінгдом-Сіті (англ. Kingdom City) — селище (англ. village) в США, в окрузі Келлевей штату Міссурі. Населення — 134 особи (2020).

## Географія
Кінгдом-Сіті розташований за координатами 38°56′51″ пн. ш. 91°56′11″ зх. д. / 38.94750° пн. ш. 91.93639° зх. д. (38.947504, -91.936520).  За даними Бюро перепису населення США в 2010 році селище мало площу 4,72 км², з яких 4,67 км² — суходіл та 0,05 км² — водойми.

## Демографія
Згідно з переписом 2010 року, у селищі мешкало 128 осіб у 49 домогосподарствах у складі 34 родин. Густота населення становила 27 осіб/км².  Було 55 помешкань (12/км²).
Расовий склад населення:
| - 93,0 % — білих - 6,3 % — чорних або афроамериканців |

До двох чи більше рас належало 0,8 %. Частка іспаномовних становила 0,8 % від усіх жителів.
За віковим діапазоном населення розподілялося таким чином: 22,7 % — особи молодші 18 років, 57,8 % — особи у віці 18—64 років, 19,5 % — особи у віці 65 років та старші. Медіана віку мешканця становила 40,0 року. На 100 осіб жіночої статі у селищі припадало 103,2 чоловіків;  на 100 жінок у віці від 18 років та старших — 102,0 чоловіків також старших 18 років.
Середній дохід на одне домашнє господарство  становив 36 572 долари США (медіана — 36 103), а середній дохід на одну сім'ю — 44 842 долари (медіана — 37 279). За межею бідності перебувало 17,0 % осіб, у тому числі 22,2 % дітей у віці до 18 років та 9,1 % осіб у віці 65 років та старших.
Цивільне працевлаштоване населення становило 83 особи. Основні галузі зайнятості: освіта, охорона здоров'я та соціальна допомога — 15,7 %, транспорт — 12,0 %, публічна адміністрація — 8,4 %, роздрібна торгівля — 6,0 %.